# معركة كييف (2022)
معركة كييف هي معركة عسكرية كانت جزءا من هجوم كييف الروسي خلال غزوها لأوكرانيا عام 2022. في 25 فبراير 2022، دخلت القوات الروسية كييف من الشمال، بعد اختراق المقاومة الأوكرانية في معركة إيفانكيف. وتخوض القوات الروسية معركة في منطقة أوبولون في كييف.

## المعركة

### 25 فبراير
في صباح يوم 25 فبراير، دخل مخربون روس يرتدون زي الجنود الأوكرانيين منطقة أوبولون، وهي منطقة في الجزء الشمالي من كييف على بعد حوالي 6 أميال (9.7 كم) من البرلمان الأوكراني. سُمع دوي إطلاق نار طوال اليوم في عدة أجزاء في المدينة. ووصف مسؤولون أوكرانيون إطلاق النار على أنه نجم عن اشتباكات مع القوات الروسية. تعهد عمدة كييف، فيتالي كليتشكو، بحمل السلاح والقتال.
حث زيلينسكي المواطنين على الرد بزجاجات المولوتوف. فُعلت قوات الدفاع الإقليمية الاحتياطية للدفاع عن العاصمة. كما وُزعت 18 000 بندقية على سكان كييف. سُمع إطلاق نار كثيف ليلة 25 فبراير. وزعمت القوات المسلحة الأوكرانية أنها قتلت حوالي 60 مخربًا روسيًا.

### 26 فبراير
في صباح يوم 26 فبراير، قصفت المدفعية الروسية المدينة لأكثر من 30 دقيقة. في الوقت نفسه، صدت القوات الأوكرانية هجومًا على محطة للطاقة في حي ترويشينا الشمالي الشرقي؛ وأشارت بي بي سي إلى أن الهجوم ربما كان «محاولة لحرمان المدينة من الكهرباء». كما وقع قتال عنيف بالقرب من حديقة حيوان كييف في وسط حي شوليافكا، حيث دافعت القوات الأوكرانية عن قاعدة عسكرية في بروسبكت بيريموهي. كما اندلع القتال في شوارع أخرى في جميع أنحاء كييف. تم تحذير السكان بتجنب النوافذ والشرفات.
وفقًا للرئيس زيلينسكي، تمكنت القوات الأوكرانية من صد الهجوم الروسي واستمرت في السيطرة على المدينة والمدن الرئيسية المحيطة بها. ومدد حظر التجوال من الخامسة مساءا حتى الثامنة صباحا واعتبر المخالفون من «مجموعات التخريب أو الاستطلاع الروسية».
وفقًا لوزارة الدفاع البريطانية، كان الجزء الأكبر من القوات الروسية على بعد 19 ميلاً من وسط كييف.
صرح وزير الداخلية الأوكراني دينيس موناستيرسكي أن المتطوعين في كييف حصلوا على أكثر من 25,000 بندقية هجومية وحوالي 10 ملايين رصاصة وقذائف صاروخية وقاذفات.

### 27 فبراير
في الصباح الباكر من يوم 27 فبراير، كانت هناك بعض الاشتباكات مع المخربين الروس في كييف. زعم مسؤولون محليون أن كييف ظلت تحت سيطرة القوات الأوكرانية بشكل كامل بحلول الصباح. في مساء يوم 27 فبراير، أفادت وكالة أسوشيتيد برس أن كليتشكو صرح بأن المدينة محاصرة. ومع ذلك، قال المتحدث باسم كليتشكو لصحيفة كييف إندبندنت في وقت لاحق أن العمدة أخطأ في الكلام وأن التقارير عن تطويق كييف كانت خاطئة.

### 28 فبراير
اتهمت وزارة الدفاع الروسية الحكومة الأوكرانية باستخدام المدنيين في كييف دروعا بشرية بإعلانها حظر تجول وإقناعهم بالبقاء في منازلهم. كما اتهمت العناصر الخارجة عن القانون والقوميين الأوكرانيين الذين سلحتهم الحكومة بالمسؤولية عن أعمال النهب في المدينة، والتي ألقت الحكومة الأوكرانية باللوم فيها على المخربين الروس.
تقدمت موجة جديدة من القوات الروسية نحو المدينة. سجلت صور الأقمار الصناعية رتلًا روسيًا كبيرًا متجاهًا إلى كييف بطول 64 كيلومترًا من الشمال، وكان على بعد حوالي 38 كيلومترًا من وسط كييف.

### 1 مارس
في صباح 1 مارس، أصدرت وزارة الدفاع الروسية تحذيرًا للمدنيين بأنها تعتزم استهداف منشآت الإرسال الأوكرانية حول كييف وأن على جميع السكان القريبين مغادرة المنطقة. بعد ساعات قليلة، ضرب صاروخ روسي برج تلفزيون كييف، مما أدى إلى قطع البث التلفزيوني، وأسفر عن مقتل خمسة أشخاص وإصابة خمسة آخرين. كما أصاب القصف الروسي أحياء كييفان في روسانيفكا وكورينيفكا، وكذلك ضواحي بوياركا وفيشنيف.